# Hylaeus callosus
Hylaeus callosus là một loài Hymenoptera trong họ Colletidae. Loài này được Cockerell mô tả khoa học năm 1910.